# 澤宣元
澤 宣元（さわ のぶもと、1862年1月30日（文久2年1月1日） - 1934年（昭和9年）2月16日）は、明治から大正時代にかけての官吏、華族。男爵。旧名・元麿。

## 経歴
山城国出身。澤宣嘉の次男。外務省に入った後、宮内省に移り、侍従となった。1893年（明治26年）4月に宣元と改名した。その後、分家を立てて男爵位を授けられる。1934年死去。享年73。

## 栄典
- 1895年（明治28年）5月27日 - 男爵[3]
- 1906年（明治39年）4月1日 - 明治三十七八年従軍記章[4]
- 1915年（大正4年）12月1日 - 勲四等旭日小綬章[5]

外国勲章佩用允許
- 1905年（明治38年）6月16日 - 大清帝国三等第二双竜宝星[6]

## 墓所
墓所は都立雑司ヶ谷霊園にある（祖父澤為量の墓所も同霊園に所在したが2018年（平成30年）頃に改葬された）。

## 親族
兄に澤宣量、澤宣種（義兄、宣嘉の養子）。妻は三浦顕次の娘、後に鈴木亀吉の長女・義子。嗣子に澤宣一（のぶただ、明治26年2月12日生）。